# Famille Moreau
Pour les articles homonymes, voir Moreau.
Cette page explique l’histoire ou répertorie les différents membres de la famille Moreau.
La famille Moreau est une importante dynastie de sculpteurs français du XIXe et du début du XXe siècle originaires de Dijon, en Bourgogne, puis installés à Paris.

## Histoire
La dynastie Moreau se compose de :
Jean-Baptiste-Louis-Joseph Moreau, dit Moreau père (Dijon, 1797 - Dijon, 1855), sculpteur statuaire à Dijon, principalement connu pour ses travaux sur les Pleurants des tombeaux des ducs de Bourgogne. Ses trois fils sculpteront de nombreuses allégories et scènes de genre élégantes et gracieuses :
- Mathurin Moreau (Dijon, 1822 - Paris, 1912) ;
- Hippolyte François Moreau (Dijon, 1832 - Neuilly, 1927) ;
- Auguste Moreau (Dijon, 1834 - Malesherbes, 1917) qui a lui-même deux fils ;
  - Auguste Moreau[3] dit Louis Auguste Moreau (Paris, 1855 - Montgeron, 1919) ;
  - Hippolyte François Moreau dit François Moreau[4] (Paris, 1858- Paris, 1930), élève de son père et de Mathurin Moreau, exposant au Salon des artistes français à partir de 1886[5], il obtient une mention honorable en 1886 et une médaille de troisième classe en 1889 avec son plâtre La Guêpe, une figure grandeur réelle[6]. François travaille dans l'atelier du 14, rue Pelleport à Paris[6] avec son père et son frère[7]. Il a un fils sculpteur ;
    - Edmond Moreau-Sauve (Paris, 1881 - Kemmel, 1914)[8],[1]. Élève de son père, d'Hector Lemaire[9] et de Jean Carlus[10]. Il obtient une mention honorable en 1908[11]. Sculpteur de l’œuvre J'attends toujours, ce jeune artiste adepte de l'esthétique Art nouveau, distingué par des prix et commandes de l'État[12], mourra au combat peu après le déclenchement de la Première Guerre mondiale. Il marque ainsi la fin de cette lignée de sculpteurs.

Les œuvres signées « L & F Moreau », ont parfois entraîné l'illusion qu'il existait deux autres Moreau sculpteurs ; elles correspondent, en fait, aux productions de Louis Auguste et François Moreau, associés.

## Production artistique
À l'exception des œuvres de Moreau père, la proximité de style ainsi que les sujets traités au sein de la dynastie est  remarquable. L'étendue du souffle créatif et la diffusion de leurs objets d'art et décoratifs en bronze, marbre, biscuit, régule, classe ces sculpteurs parmi les plus prolifiques de leur époque.
La similitude des prénoms au sein de la famille provoque parfois des erreurs d'attribution et de surcroît les pièces ne portent pas toujours l'indication de prénom. Enfin, il faut signaler également la présence significative de faux, reproductions récentes imitant imparfaitement œuvres et signatures Moreau, circulant sur le marché de l'art.

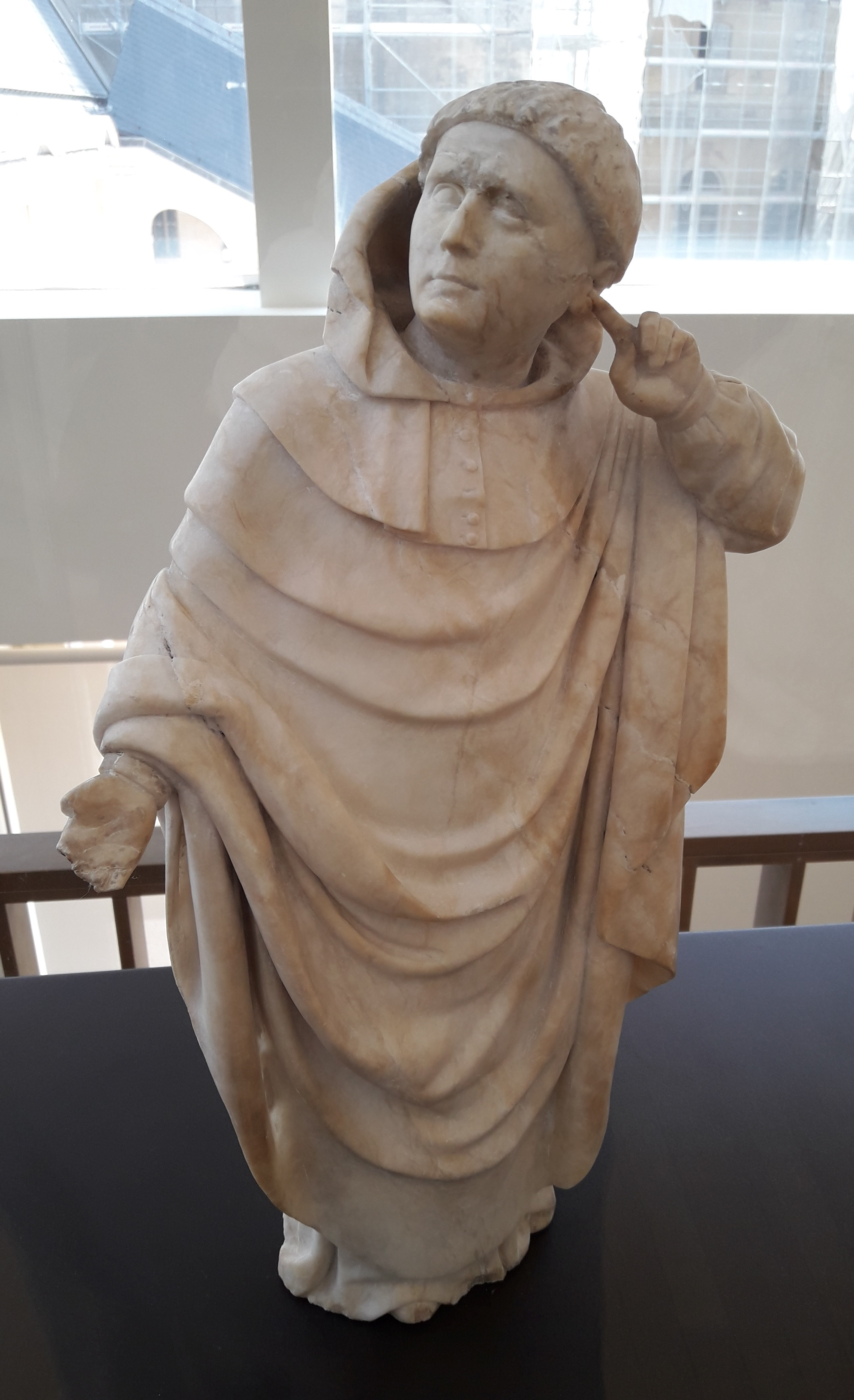
Jean-Baptiste-Louis-Joseph Moreau, Pleurant des tombeaux des ducs de Bourgogne (vers 1823), musée des Beaux-Arts de Dijon.
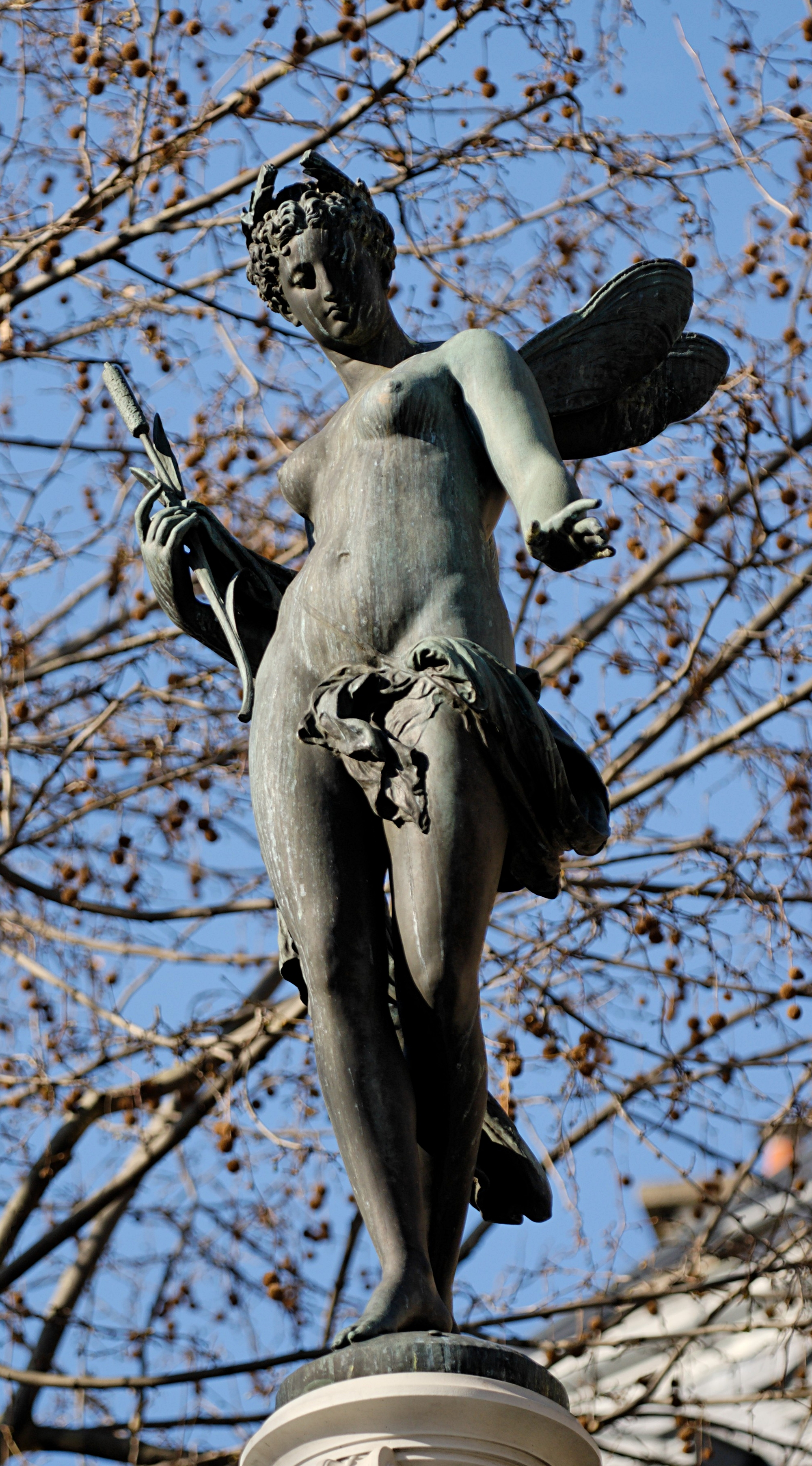
Mathurin Moreau, Nymphe fluviale (1874), Paris, place André-Malraux.
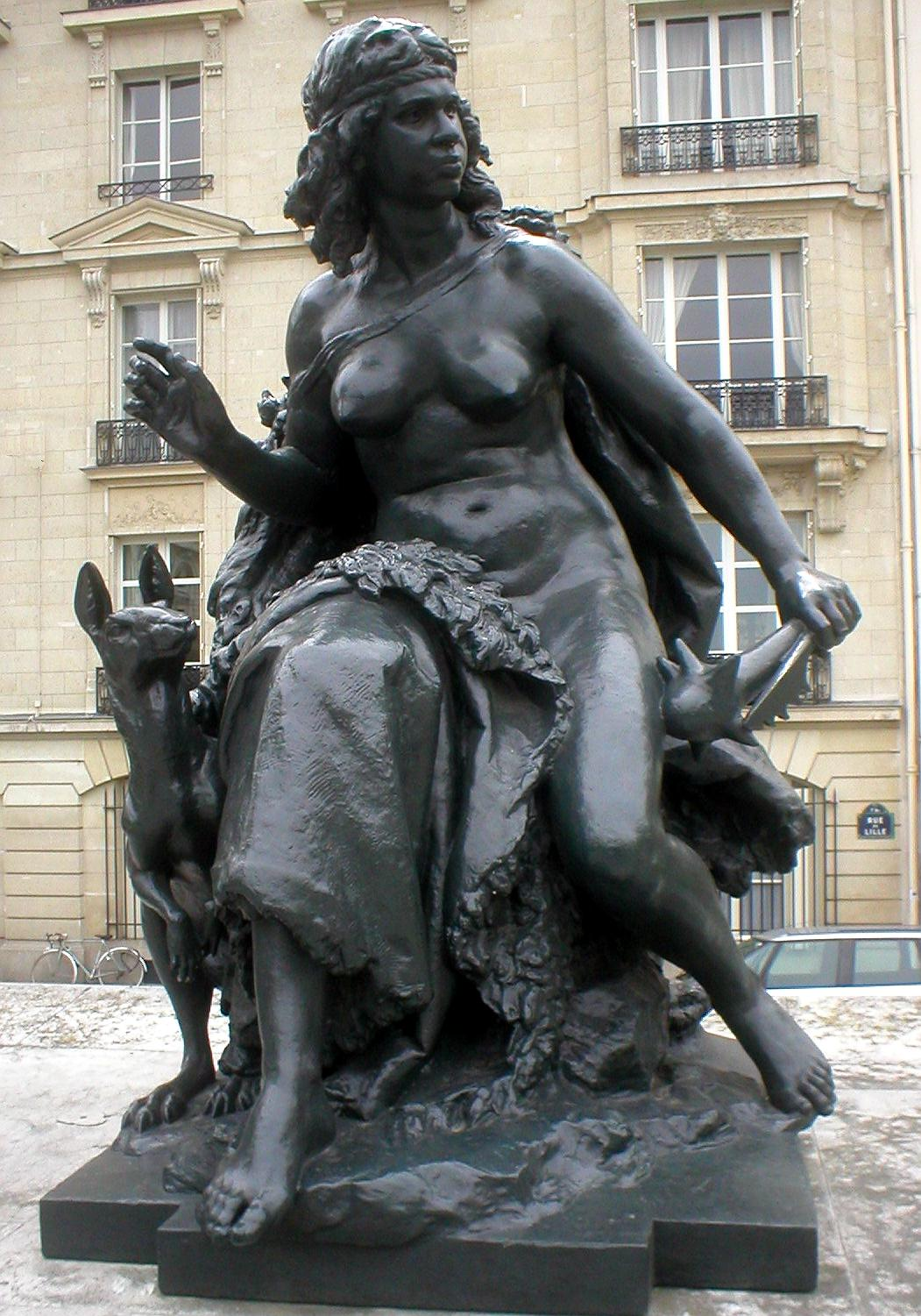
Mathurin Moreau, L'Océanie (1878), Paris, musée d'Orsay.
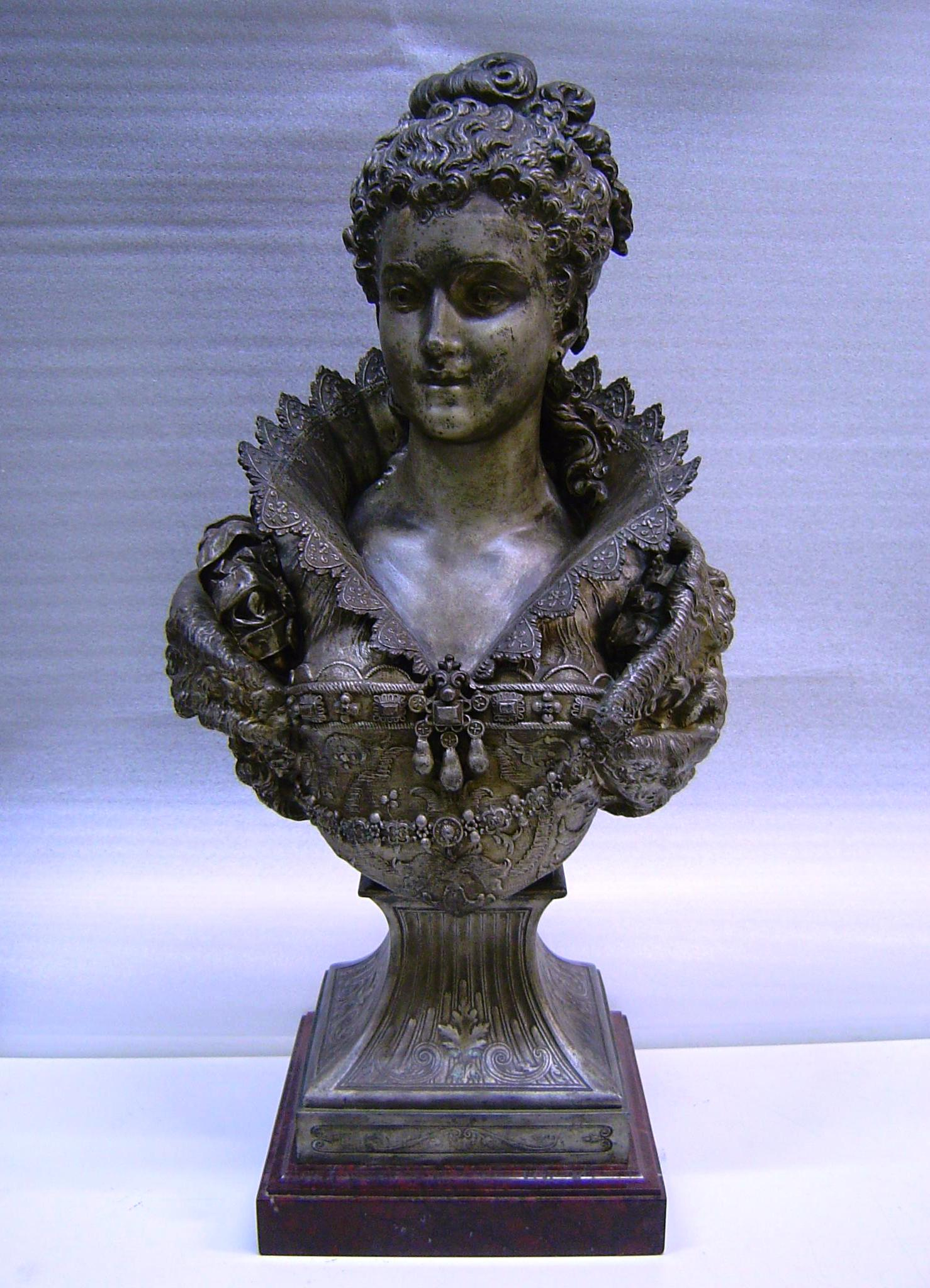
Hippolyte Moreau, Buste de femme, Vilanova i la Geltrú, bibliothèque-musée Víctor Balaguer.
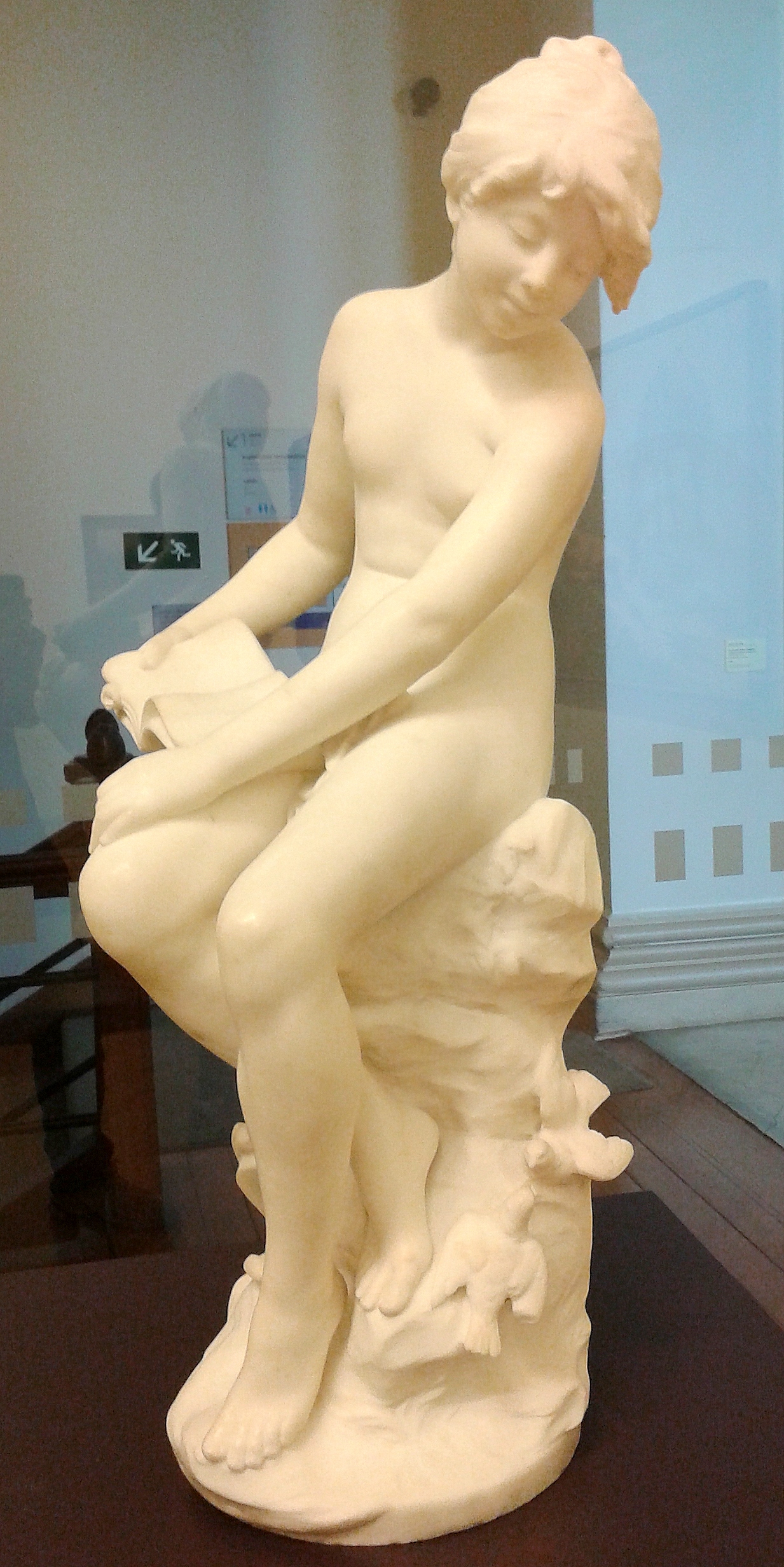
Auguste Moreau, La Liseuse, São Paulo, Pinacothèque de l'État de São Paulo.
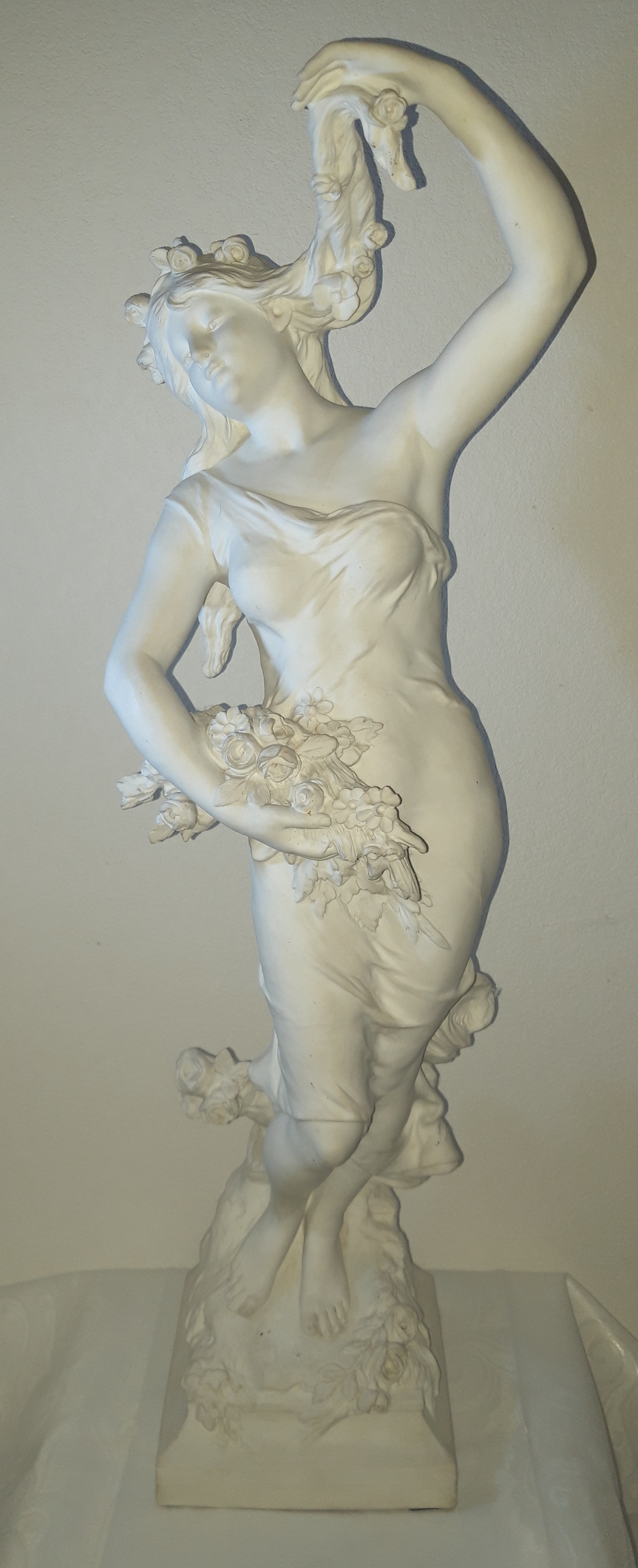
D'après Louis Auguste Moreau et François Moreau, Le Printemps (vers 1890-1900), biscuit de Sèvres, localisation inconnue.